# Русская Тавра
Русская Тавра — село в Красноуфимском округе Свердловской области. Входит в состав Тавринского сельского совета.

## География
Населённый пункт расположен на обоих берегах реки Тавра, притока Ая, в 57 километрах на юг от административного центра округа — города Красноуфимск (65 км по автодороге). За дорогой восточнее Русской Тавры — деревня Большая Тавра, с другой же стороны, юго-западнее — деревня Жвакино Мечетлинского района Башкортостана.

## История
Селение образовано в 1815 году выходцами из селений Преображенского, Ачита, Сухановки Красноуфимского уезда. 
В 1894 г. построена Петро-Павловская церковь, деревянная, однопрестольная. Закрыта в 1937 г. С 2008 года действует церковь Петра и Павла Русской православной старообрядческой церкви.

## Население
| 2002 | 2010 | 2021 |
| ---- | ---- | ---- |
| 805  | ↘774 | ↘499 |

## Улицы
Село разделено на шесть улиц (Заречная, Мира, Новая, Первомайская, Солнечная, Черемушки).